# Циганкова Олена Валеріївна
Оле́на Вале́ріївна Циганко́ва (* 1999) — майстер спорту України міжнародного класу з веслування, бронзова чемпіонка світу-2020.

## З життєпису
Народилася 1999 року у Млинові. Виростала зі своїм старшим братом. Займалася танцями і волейболом, навіть рукопашним боєм. Тоді почала веслувати — тренував Кислицький Олег — у млинівській ДЮСШ; згодом — Чебан Юрій Володимирович.
Виграла обласні змагання, суперниками були хлопці. Учениця обласної школи вищої спортивної майстерності. По тому тренував Камлочук Леонід Васильович. На юнацькому чемпіонаті України в Ковелі здобула срібло та бронзу. У 2014 році здобула золото на «200 м» і «500 м».
2015 року потрапила на міжнародні змагання в Румунії, у двійці з одеситкою Валерією Павловою здобули нагороди. 2021 року здобула медаль чемпіонату світу на дистанції 5000 м.
Влітку 2023 року на чемпіонаті у хорватському місті Славонський Брод в каное-одиночці на марафонській дистанції 3,4 км виборола срібло. 2023 у данському Вейєні здобула третє місце на дистанції 3 км на чемпіонаті світу з веслування на байдарках і каное.
Член штатної збірної команди України. Представляє Рівненську ОШВС, та Центральний Спортивний Клуб ЗСУ. Бронзова призерка кубка світу-2020, бронзова призерка чемпіонату світу-2021, дворазова бронзова призерка Європи-2022, дворазова срібна призерка кубка світу-2023, срібна призерка чемпіонату Європи-2023. Дворазова бронзова призерка чемпіонату світу-2023, дворазова чемпіонка кубку світу-2024, срібна призерка чемпіонату Європи-2024, дворазова бронзова призерка чемпіонату світу-2024. Багаторазова чемпіонка та призерка чемпіонатів України.